# Dolls (együttes)
A Dolls japán pop-rock együttes, melyet 2010 novemberében alapítottak.

## Az együttes története

### 2012–14: A kezdetek, független lemezszerződés
Az együttest 2010. november 10-én alapított Eve gitáros, Mayu basszusgitáros és Sach dobos Nagojában. A zenekar profi pályafutása 2011 decemberében indul, amikor több, mint 500 jelentkező közül megnyerték a Scandal japán pop-rock együttes második, középiskolás zenészeknek rendezett dalversenyét és annak fődíját, egy lemezszerződést és egy tokiói fellépést. Bemutatkozó középlemezük Dolls címmel jelent meg 2012. július 16-án a Kitty Records jóvoltából. A korlátozott példányszám miatt a lemez nem kerülhetett fel az ország hivatalos slágerlistáira.

### 2015–16: Nagykiadós lemezszerződés, feloszlás
Második középlemezük Rock’n’ Roll Doll címmel jelent meg a Rocket Beats lemezkiadó forgalmazásában. A lemez az Oricon heti eladási listájára is felkerült a 152. helyen. Az együttes a 2016. október 2. szólókoncertje után feloszlott.